# Сосновка (Шабалинский район)
Сосновка — упразднённая деревня в Шабалинском районе Кировской области России. На момент упразднения входила в состав Луневского сельсовета. Ныне южная отдалённая часть деревни Созиновы Ленинского городского поселения.
Малая родина Героя Советского Союза В. П. Созинова.

## География
Находится в западной части Кировской области, в пределах Волжско-Ветлужской равнины, в подзоне южной тайги, при железнодорожной линии Буй — Свеча и автодороге Р243. На предвоенной карте РККА Сосновка указана на просёлочной дороге, к северу от деревни Созиновы и к югу от деревни Малая Трошинская.

### Климат
Климат характеризуется как континентальный, с продолжительной холодной снежной зимой и умеренно тёплым коротким летом. Среднегодовая температура — 1,6 °C. Средняя температура воздуха самого холодного месяца (января) составляет −13,8 °C; самого тёплого месяца (июля) — 17,5 °C . Безморозный период длится 89 дней. Годовое количество атмосферных осадков — 721 мм, из которых 454 мм выпадает в тёплый период.

## История
Первое упоминание — в Списке населённых мест Вятской губернии по переписи населения 1926 года. В ней упоминается деревня	Сосновка, входящая в Котельнический уезд, Красавская волость,	Ленинский сельсовет, и находящейся в	4,5 км от центра волости. Проживали свыше ста человек на 16 дворах.

## Население
Всесоюзная перепись населения 1926 года: 112 человек, из них 53 мужчины,	59 женщин.
Всесоюзная перепись населения 1959 года зафиксировало наличное население из 41 жителя (17 мужчин, 24 женщины), преимущественная национальность — русские.
По всесоюзной переписи 1970 года проживали 37 жителей, из них	15 мужчин,	22 женщины, преимущественная национальность — русские

## Известные уроженцы, жители
- Созинов, Владимир Петрович (1904—1981) — лейтенант Советской Армии, участник Великой Отечественной войны, Герой Советского Союза (1944).

## Инфраструктура
Личное подсобное хозяйство с зоной сельскохозяйственного использования, индивидуальная застройка усадебного типа. В 1926 году зафиксированы 16 хозяйств, из них 14 — крестьянских.
Основа экономики — сельское хозяйство. К 1970 году действовала ферма совхоза.

## Транспорт
Автобусное сообщение с райцентром. Остановка общественного транспорта «Созиновы».